# Жива сила (военен термин)
Жива сила – част от въоръжените сили (или подразделенията), състояща се от хора и животни (не техника и оръжие). Това са войниците и офицерите, конете в кавалерията и артилерийските впрягове или обозите, а също и другите транспортни животни (камили, волове и подобни). Също във военните действия активно се използват кучета – за охрана на периметъра, задържане на пленници, помощ на ранените.
От края на 20 век, когато животни във войските практически не се използват, термина жива сила означава обикновено само хората.
|  | Тази страница частично или изцяло представлява превод на страницата „Живая сила (военный термин)“ в Уикипедия на руски. Оригиналният текст, както и този превод, са защитени от Лиценза „Криейтив Комънс – Признание – Споделяне на споделеното“, а за съдържание, създадено преди юни 2009 година – от Лиценза за свободна документация на ГНУ. Прегледайте историята на редакциите на оригиналната страница, както и на преводната страница, за да видите списъка на съавторите. ВАЖНО: Този шаблон се отнася единствено до авторските права върху съдържанието на статията. Добавянето му не отменя изискването да се посочват конкретни източници на твърденията, които да бъдат благонадеждни. |